# نمایشگاه پورت دو ورسای پاریس
نمایشگاه پورت دو ورسای پاریس (فرانسوی: Paris Expo Porte de Versailles‎) یک مرکز نمایشگاه و همایش در پاریس، فرانسه است.
این نمایشگاه که در سال ۱۹۲۳ تأسیس شده  دارای ۲۲۷٬۰۰۰ مترمربع مساحت کلی و ۲۱۶٬۰۰۰ مترمربع فضای سرپوشیده شامل ۸ پاویون، ۲ ادیتوریوم و ۳۲ اتاق جلسه است. این مرکز هر ساله میزبان میزبان ۱۲۰ نمایشگاه تجاری است.

## نگارخانه

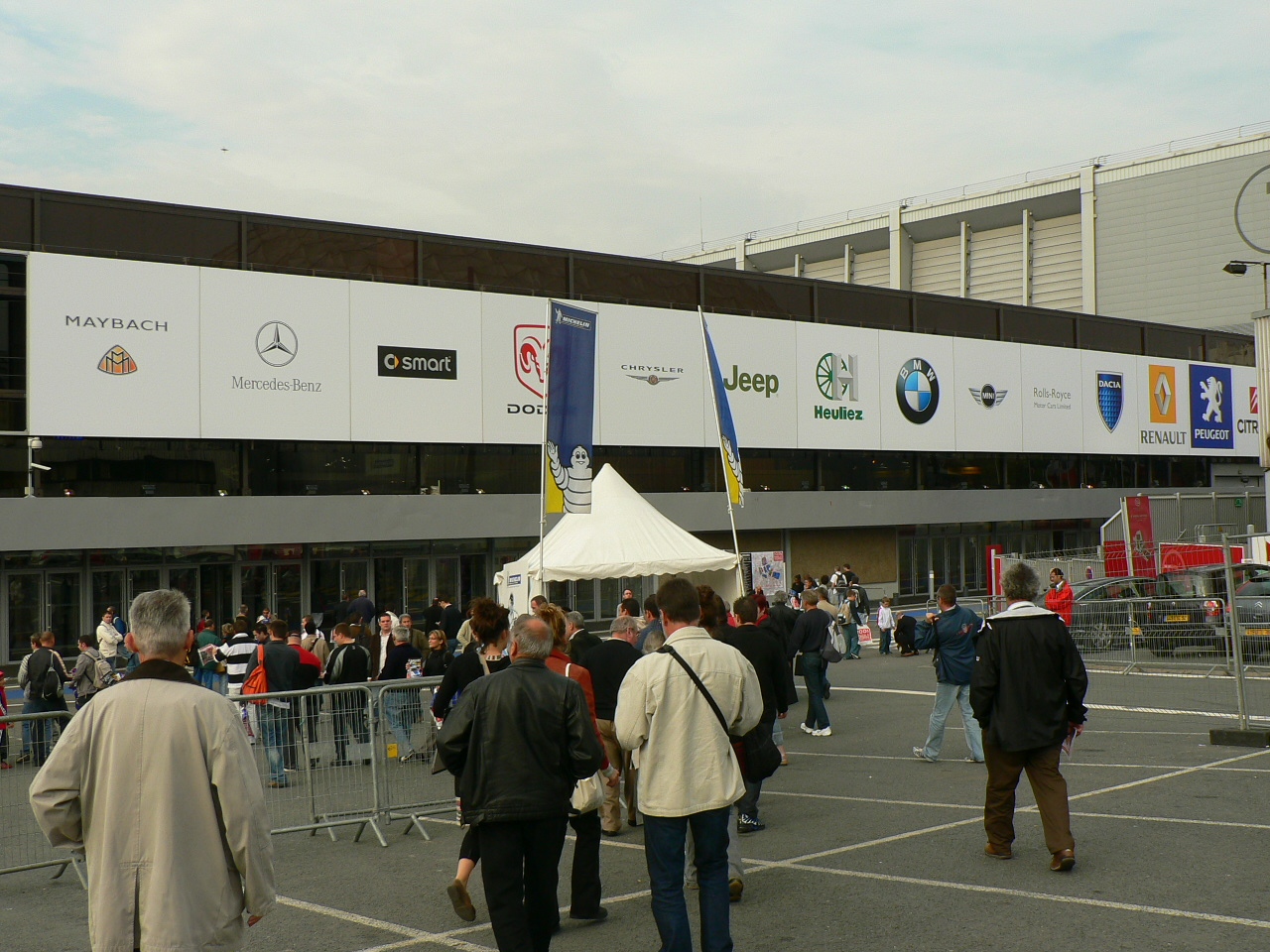
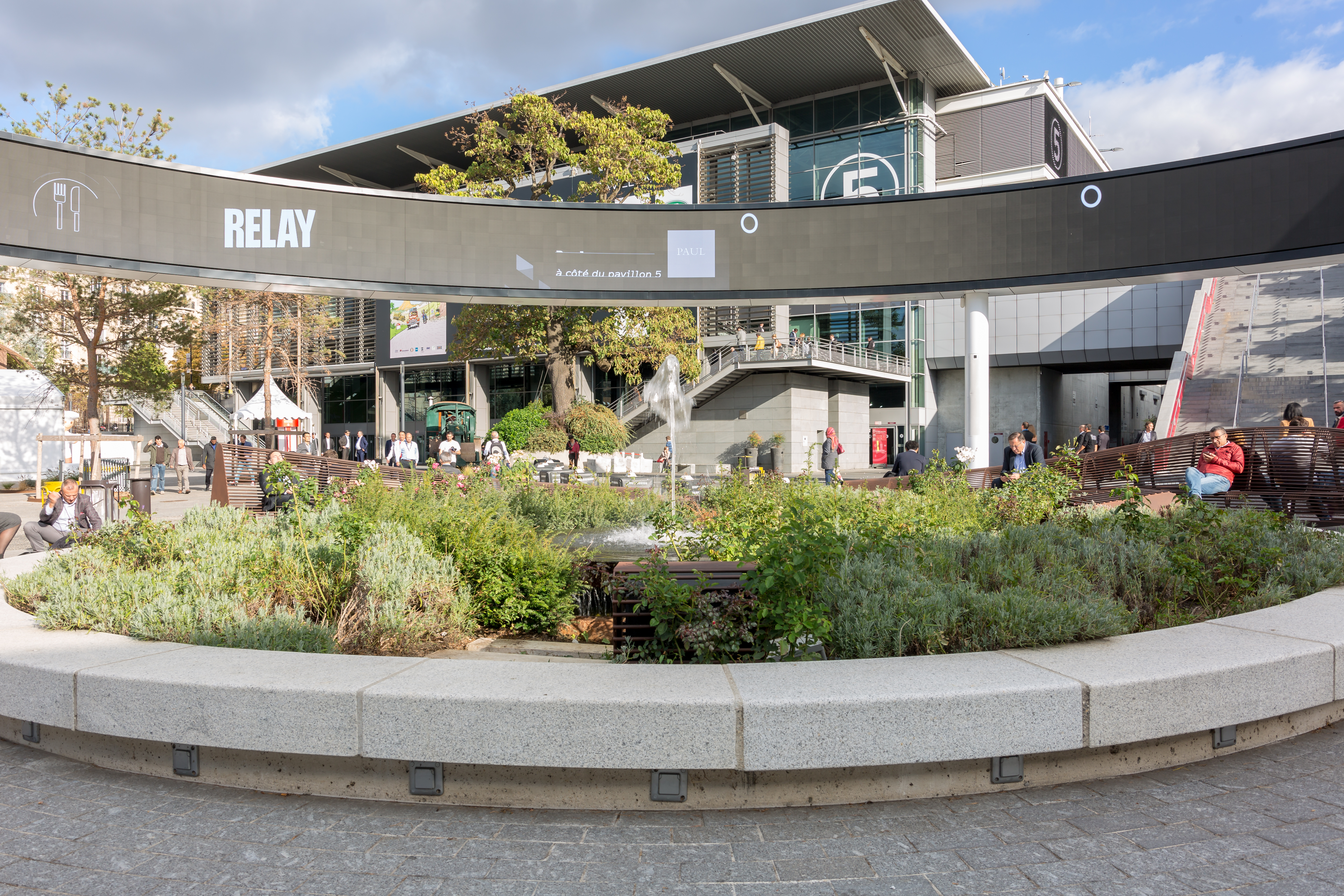
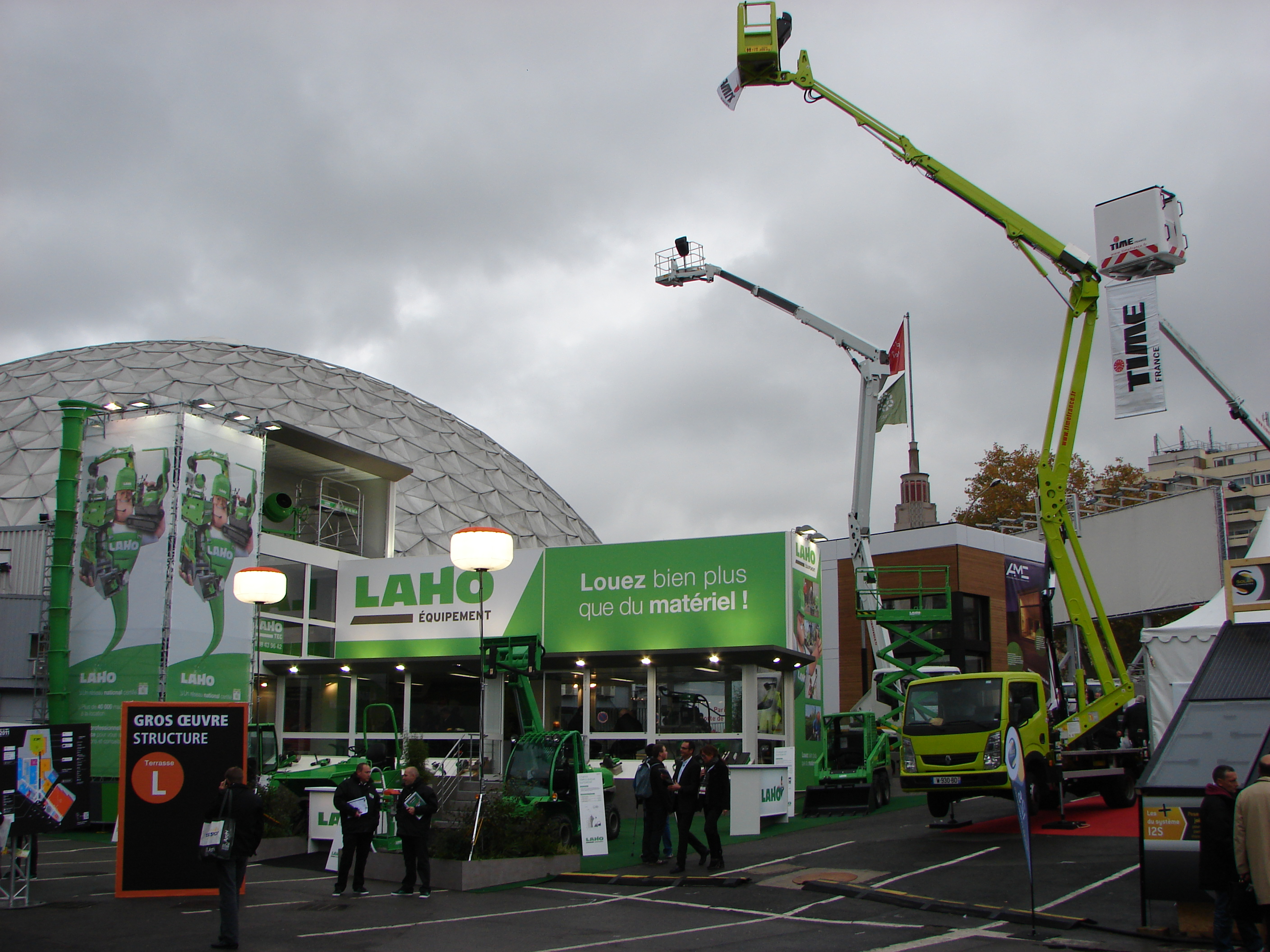
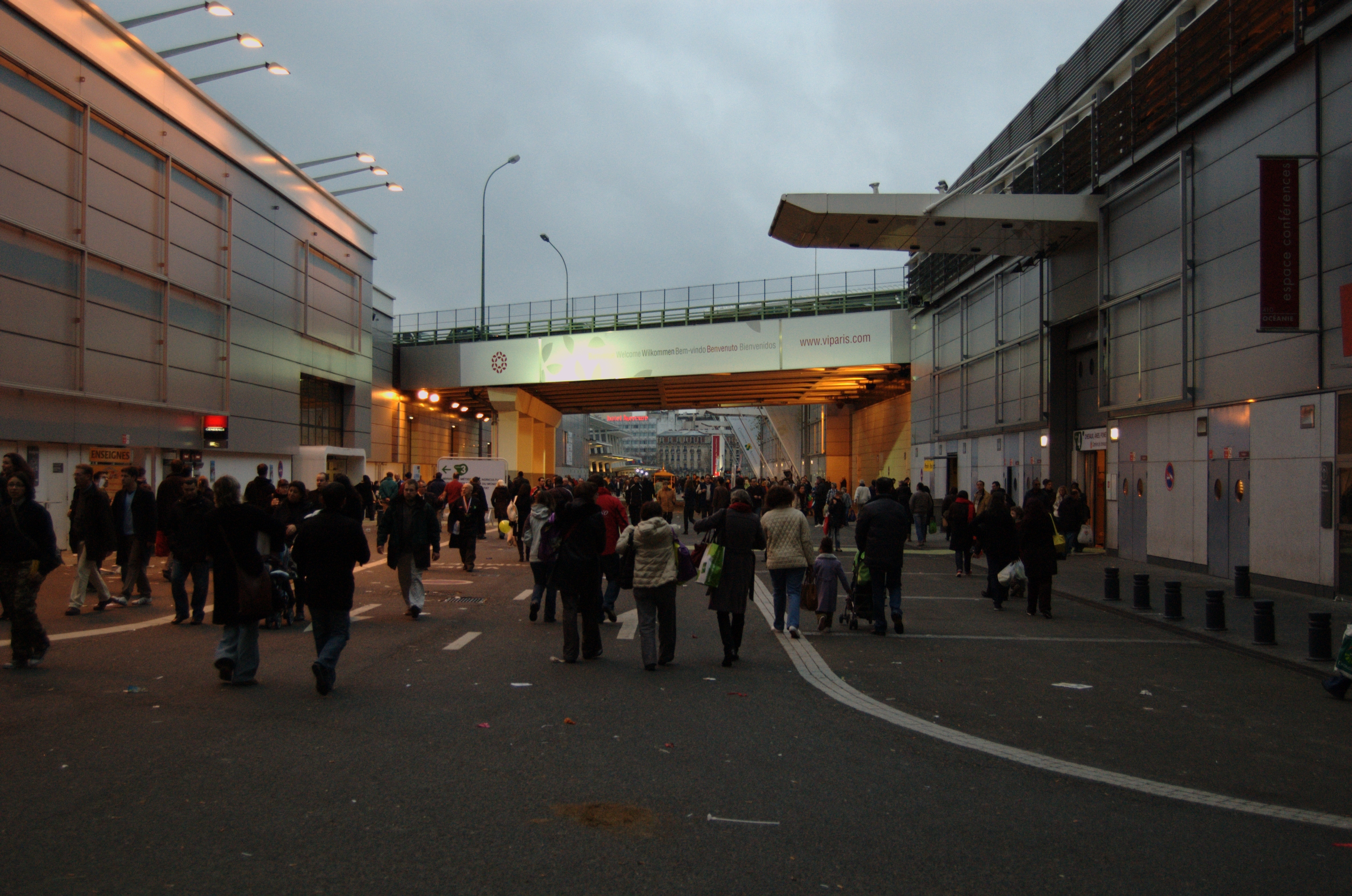
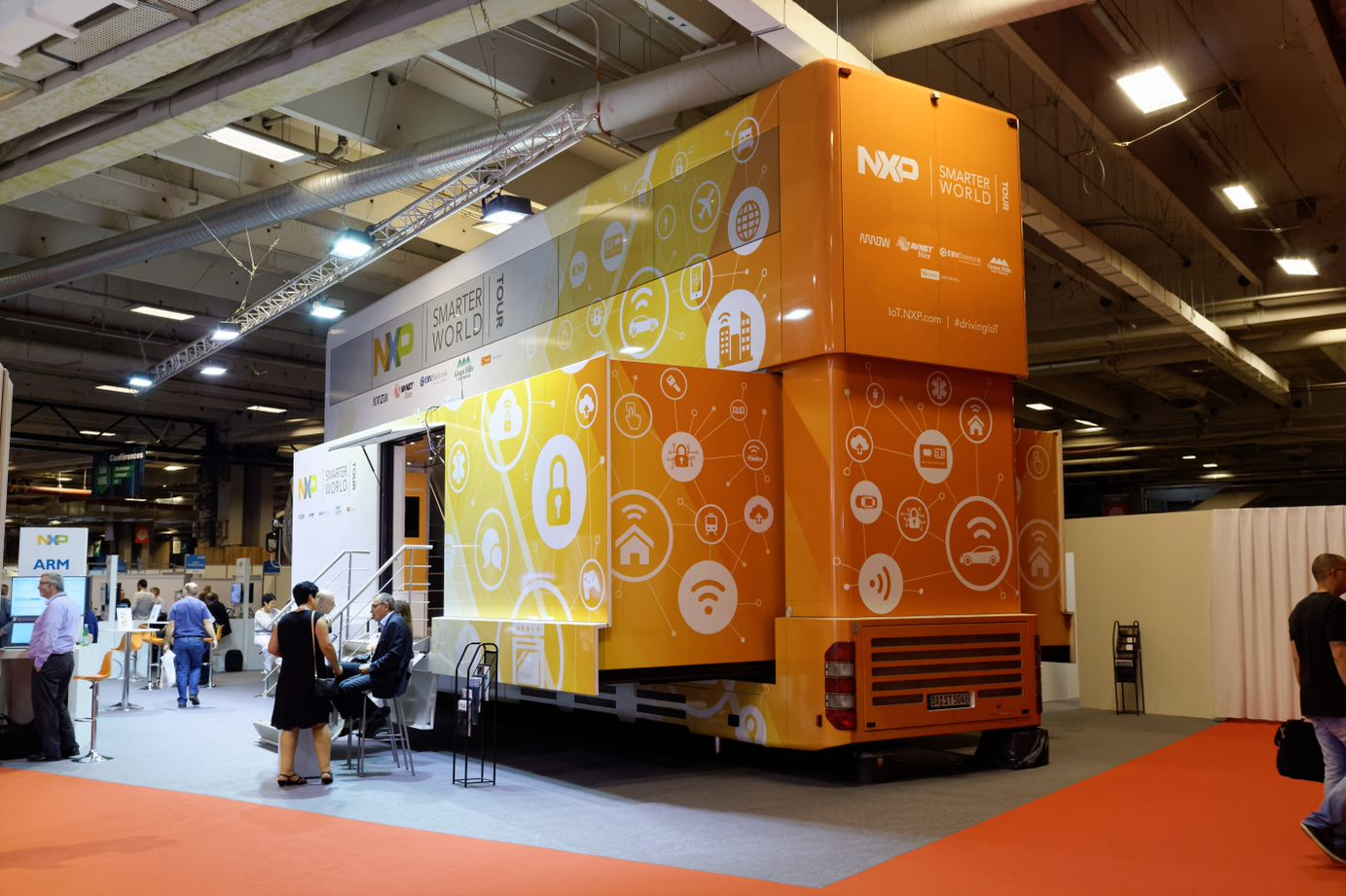
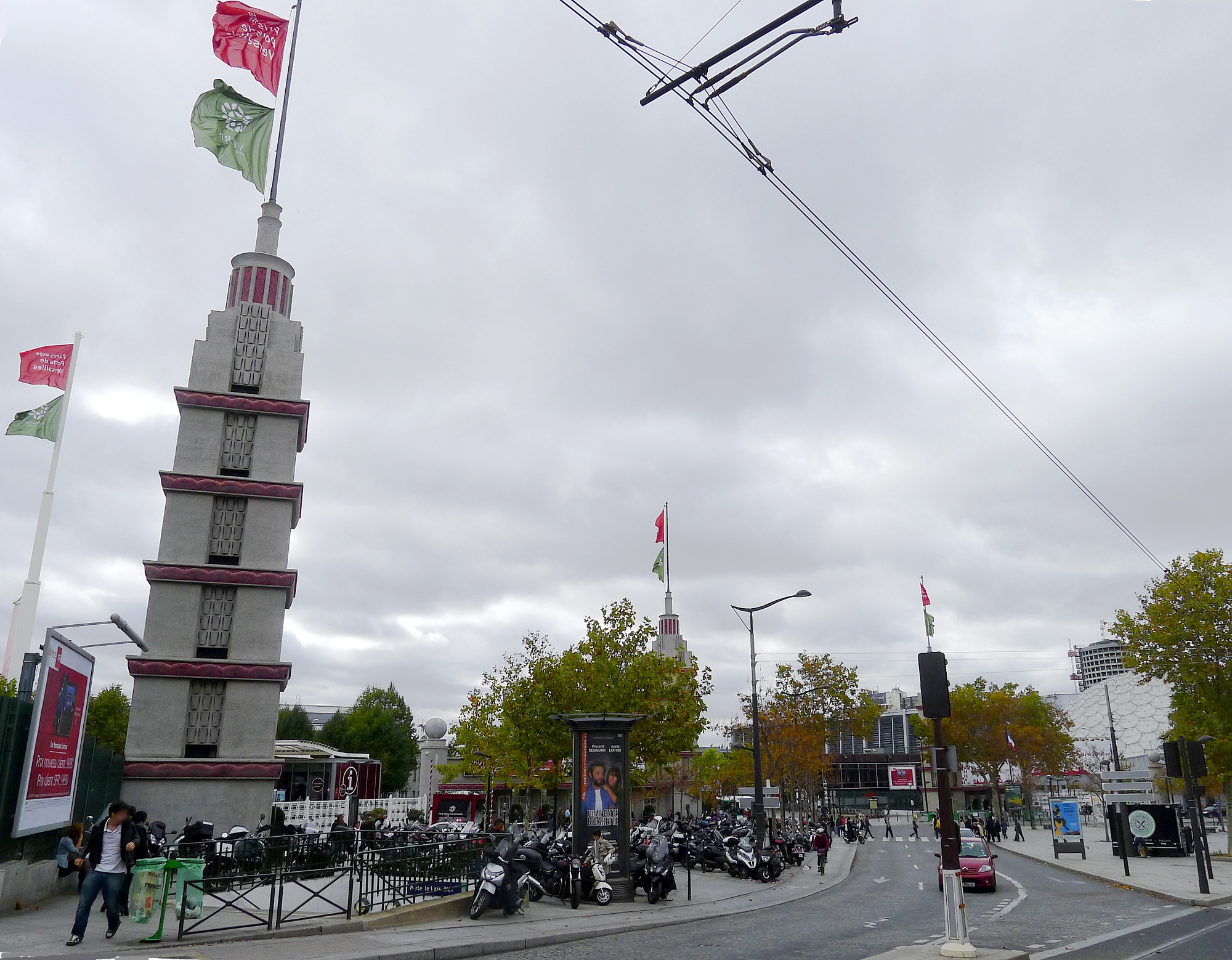
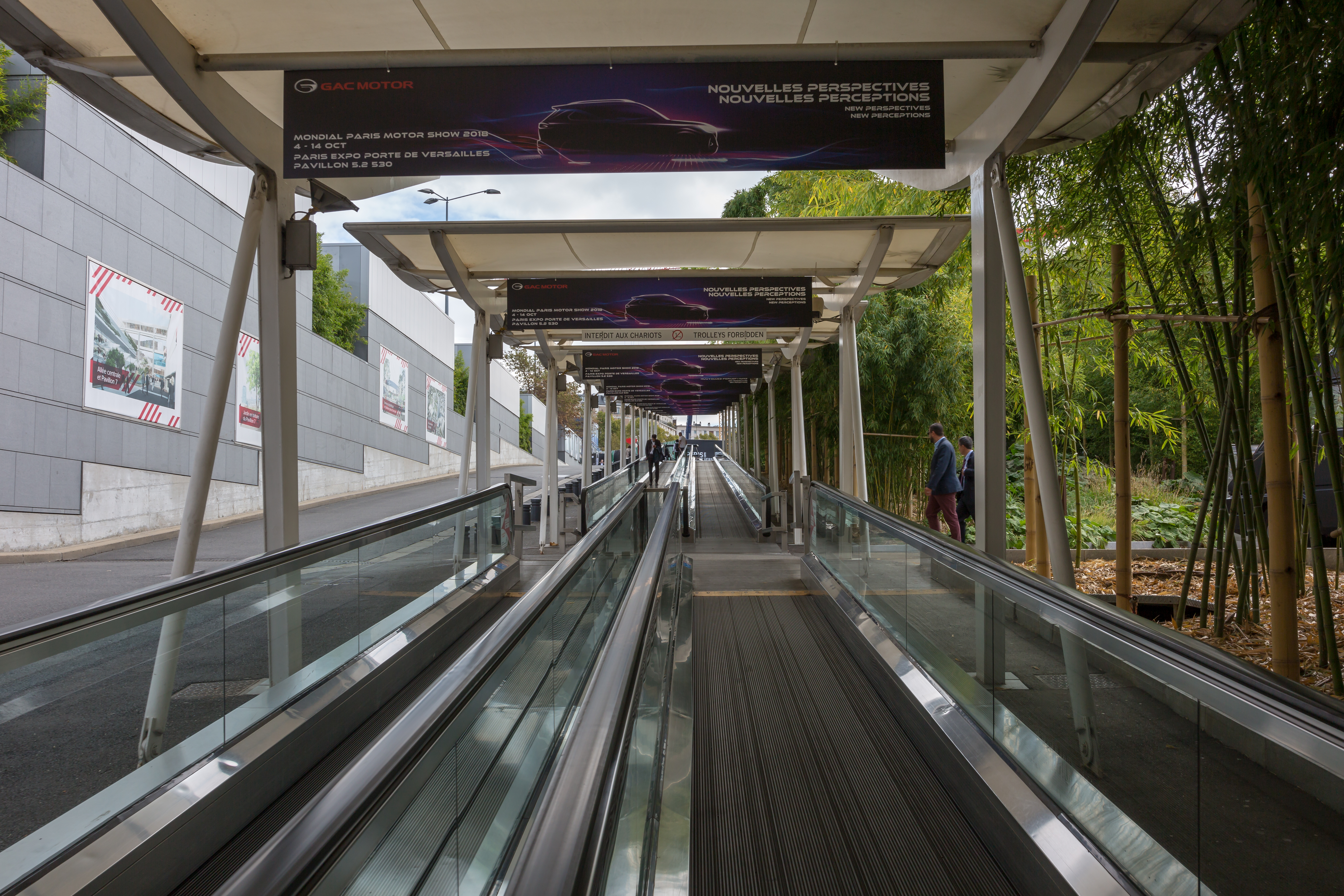
ایستگاه مترو نمایشگاه